# Brannenburg
Brannenburg település Németországban, azon belül Bajorországban. Lakosainak száma 6917 fő (2023. december 31.). Brannenburg Bad Feilnbach, Raubling, Fischbachau, Bayrischzell, Oberaudorf, Flintsbach am Inn, Nußdorf am Inn és Neubeuern községekkel határos.

## Népesség
A település népessége az elmúlt években az alábbi módon változott:
| Lakosok száma | 4300 | 4540 | 5681 | 5745 | 5665 | 5692 | 6117 | 6310 | 6850 | 6917 |
|               | 1970 | 1975 | 2011 | 2012 | 2014 | 2015 | 2017 | 2019 | 2022 | 2023 |